# Dafnomancja

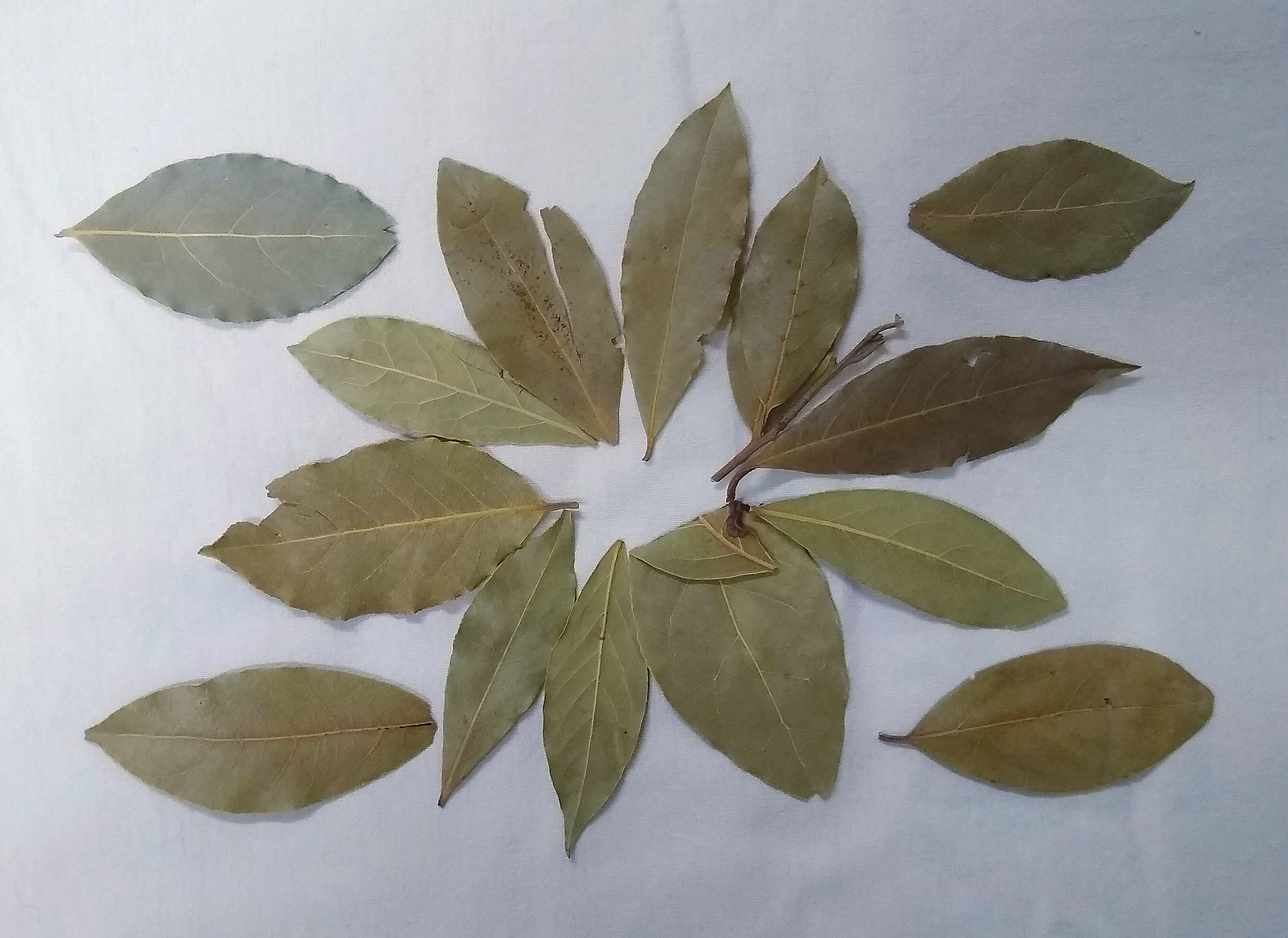
Wysuszone liście laurowe, służące do dafnomancji.

Dafnomancja – wróżenie z lauru. Nazwa tej metody wróżenia pochodzi od nimfy Dafne, która według greckiego mitu została zmieniona w drzewko laurowe przez Apolla.
Polega na wrzucaniu liści do ognia, jeśli paląc się trzeszczą i płoną jasnym płomieniem, to jest szczęśliwa przepowiednia, jeśli zaś spalenie przebiega bezgłośnie albo zgasło w połowie, to źle wróży.

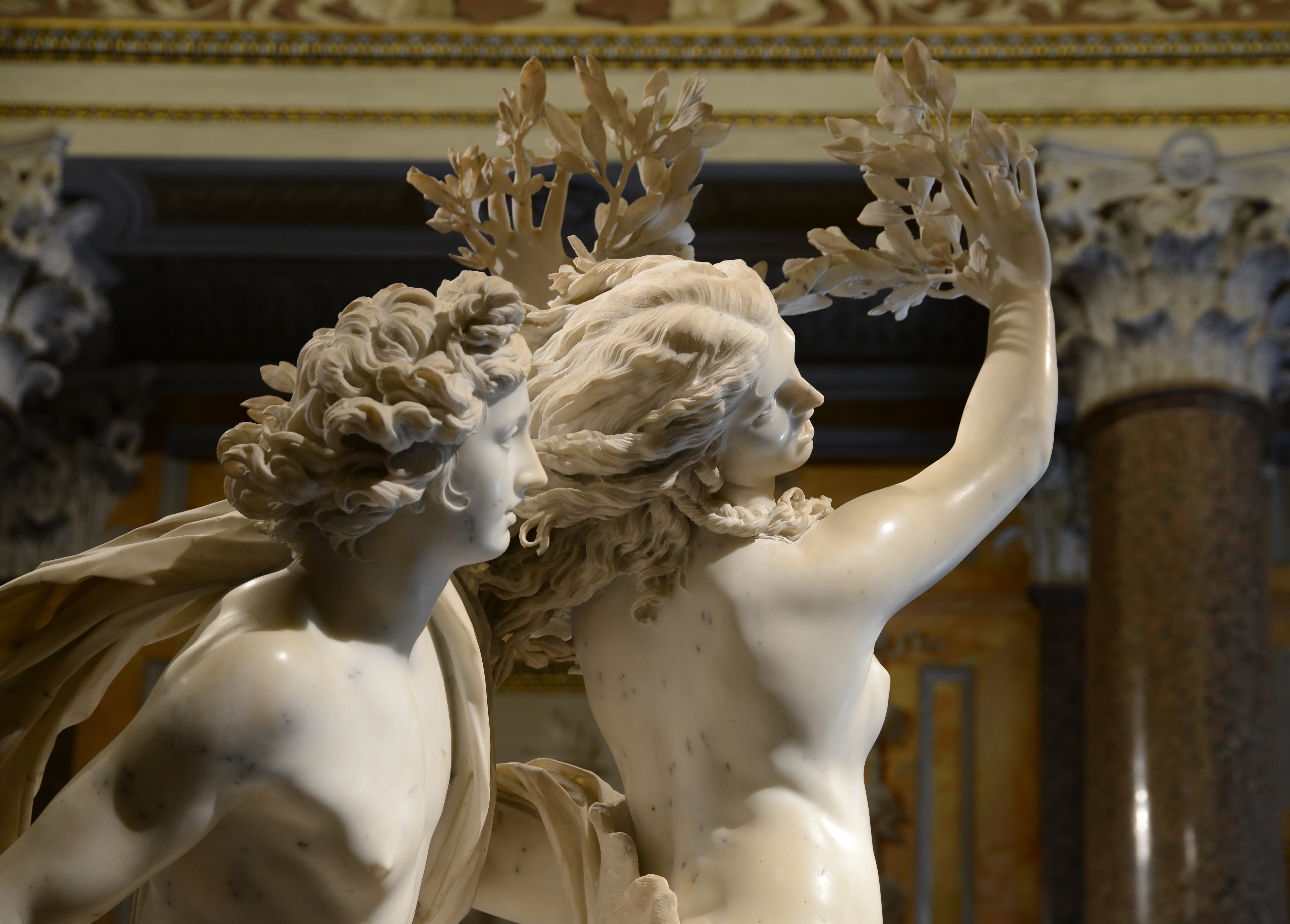
Apollo i Dafne, rzeźba Berniniego

## Historia
Metoda ta wróżenia wywodzi się z Imperium Rzymskiego, gdzie rósł laur. Początkowo, liście służące do wróżenia zawsze pochodziły ze świętego gaju Apolla, jednak przestało tak być po rozprzestrzenieniu się zwyczaju po całej Grecji oraz Rzymie, kiedy palenie liści laurowych stało się popularną wróżbiarską praktyką augurów. Święty gaj Apolla zmarniał w roku 68 n.e., co ówcześni augurowie odebrali jako bardzo zły omen, wiązany przez nich później ze śmiercią Nerona.